# Seth Martin
Seth Roland Martin, född 12 augusti 1886 i Gävle, död 22 juni 1925 i Stockholm, var en svensk löjtnant, målare och grafiker.
Han var son till direktören Thure Bernhard August Martin och Charlotta Margareta Holmgren och från 1916 gift med friherrinnan Lily Ida Sigrid Therèse Fock. Martin studerade målning vid Althins målarskola 1909 och vid Konsthögskolan 1910–1916 där han tilldelades en medalj 1916. Han deltog även i Axel Tallbergs etsningsskola. Hans konst består av landskapsskildringar, porträtt av militärer, samt djurtavlor med hästar på kapplöpningsbanor och hundar. Martin är representerad vid bland annat Hallwylska museet. Hans dotter Gunvor Lilian var från 1943 gift Carl Gustaf von Rosen. Makarna Martin är begravda på Lovö kyrkogård.